# 62e brigade mécanisée
Pour les articles homonymes, voir 62e brigade.
La 62e brigade mécanisée (en ukrainien : 62-га окрема механізована бригада, abrégé en 62 ОМБр ; numéro d'unité militaire А0600) est une grande unité de l'Armée de terre ukrainienne. Depuis 2015, elle est engagée dans la guerre russo-ukrainienne.

## Historique
La brigade a été formée une première fois le 1er décembre 2000, à partir du 119e centre de formation de la Garde de l'Armée ukrainienne. Du temps de l'Union soviétique, Berdytchiv était la ville de garnison de la 41e division de chars de la Garde depuis 1957, renommée 117e division de chars de la Garde en 1965, puis 117e division d'instruction de chars de la Garde en 1968, puis 119e centre d'entrainement de la Garde en 1987 (une unité-cadre disposant de 210 T-62 et 112 T-72), devenue ukrainienne en 1992.
La brigade dépendait en 2000 du 8e corps d'armée. Elle est dissoute en octobre 2004 et son personnel sert à la formation de la 26e brigade d'artillerie.
La brigade est remise sur pied une seconde fois le 1er décembre 2015, dans le contexte de la guerre du Donbass.

## Composition
- État-major de la brigade, avec la compagnie de protection du QG ;
- 1er bataillon mécanisé (équipé de BTR (véhicule)s) ;
- 2e bataillon mécanisé (doté de véhicules BMP-1) ;
- 3e bataillon mécanisé (doté de véhicules BRDM-2) ;
- bataillon de chars équipé de T-72 ;
- groupe d'artillerie de la brigade :
  - batterie de contrôle et d'acquisition de cibles ;
  - une division (дивізіон)[3] d'obusiers automoteurs ;
  - une division d'obusiers automoteurs ;
  - une division de lance-roquettes multiples ;
  - une division d'artillerie antichar ;
- bataillon antiaérien ;
- bataillon du génie ;
- bataillon de maintenance ;
- bataillon logistique ;
- compagnie de reconnaissance ;
- compagnie de tireurs d'élite ;
- compagnie de guerre électronique ;
- compagnie de transmissions ;
- compagnie de radars (désignation d'objectifs) ;
- compagnie de défense NBC ;
- compagnie médicale (soins et évacuation)[4].